# All for You (chanson de Namie Amuro)
Pour les articles homonymes, voir All for You.
Singles de Namie Amuro
Alarm
(2004) Girl Talk / The Speed Star
(2004)
 All for You   est le 25e single régulier de Namie Amuro sorti sur le label Avex Trax, ou le 27e sous son seul nom en comptant les deux sur le label Toshiba-EMI.
Il sort le 22 juillet 2004 au Japon, et atteint la 6e place du classement de l'Oricon. Il reste classé pendant 15 semaines, pour un total de 112 558 exemplaires vendus. Il marque une amélioration de ses ventes, doublées par rapport à celles de ses quatre précédents singles, et dépassant à nouveau les 100 000 ventes.
La chanson-titre sert de thème musical au drama Kimi ga Omoide ni Naru no Mai ni, et figurera sur l'album Queen of Hip-Pop.

## Composition du groupe
- Namie Amuro – chants
- Ryoki Matsumoto – chœurs
- Jun Abe – claviers, piano
- Kenji Suzuki – guitare
- Takashi Katou – cordes

## Liste des titres
| 1. | All for You                | Natsumi Watanabe, Ryoki Matsumoto | 6:00 |
| 2. | Butterfly                  | Akira                             | 4:00 |
| 3. | All for You (instrumental) | Natsumi Watanabe, Ryoki Matsumoto | 6:00 |
| 4. | Butterfly (instrumental)   | Akira                             | 4:00 |